# Susen Tiedke-Green
Susen Tiedke-Green (Berlín Este, Alemania, 23 de enero de 1969) es una atleta alemana retirada especializada en la prueba de salto de longitud, en la que consiguió ser medallista de bronce mundial en pista cubierta en 1995.

## Carrera deportiva
En el Campeonato Mundial de Atletismo en Pista Cubierta de 1993 ganó la medalla de plata en el salto de longitud, con un salto de 6.84 metros, tras la rumana Marieta Ilcu (oro con 6.84 metros también).
Dos años después, en el Campeonato Mundial de Atletismo en Pista Cubierta de 1995 ganó la medalla de bronce en la misma prueba, con un salto de 6.90 metros, tras las saltadoras rusas Lyudmila Galkina (oro con 6.95 metros) y Irina Mushayilova (plata también con 6.90 metros).